# Temera hardwickii

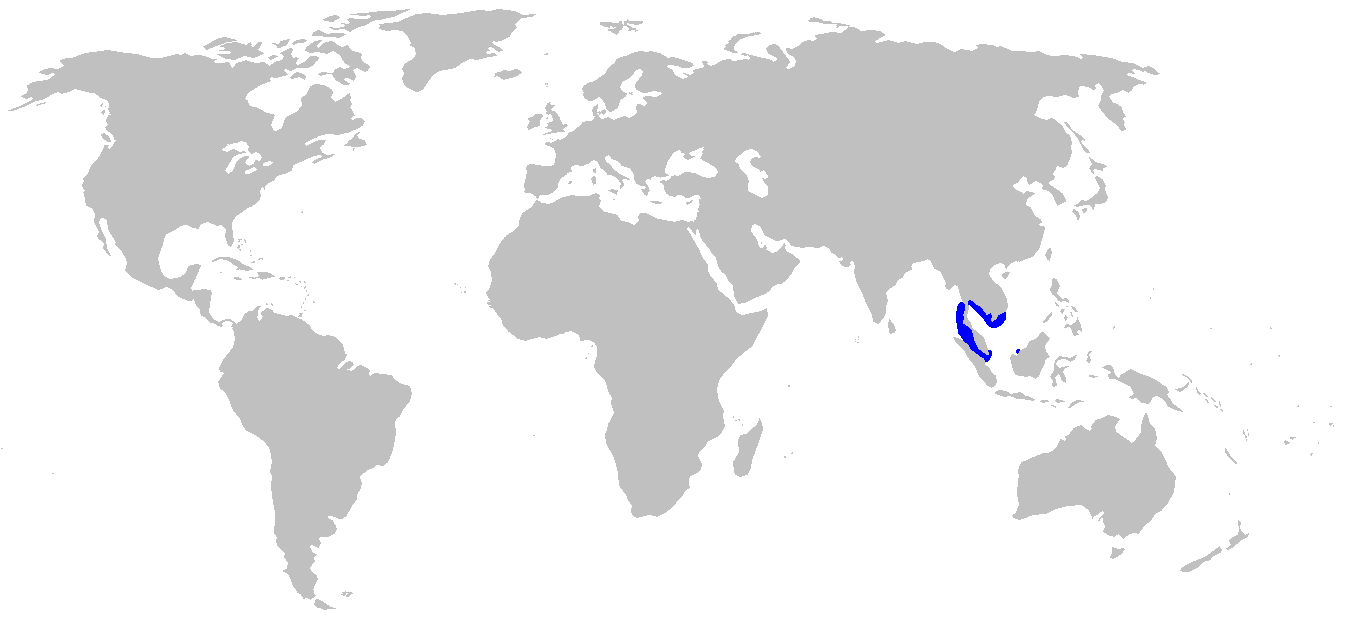
Das Verbreitungsgebiet von Temera hardwickii in Südostasien

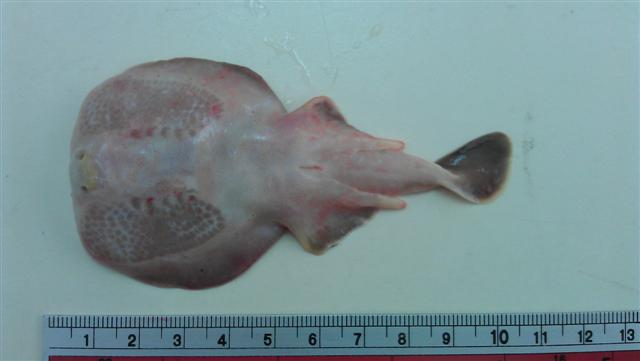
Bauchseite eines Männchens mit den von außen sichtbaren elektrischen Organen

Temera hardwickii ist ein sehr kleiner Rochen aus der Familie der Schläferrochen (Narkidae). Er lebt in der Andamanensee im Nordosten des Indischen Ozeans und an den Küsten der Malaiischen Halbinsel, Thailands, Kambodschas und des äußersten Südens von Vietnam. Der britische Zoologe John Edward Gray, Autor der Erstbeschreibung, benannte die Art nach Thomas Hardwicke, der die Typusexemplare beschafft hat.

## Merkmale
Temera hardwickii wird wahrscheinlich maximal nur 15 Zentimeter lang und ist damit der kleinste Rochen und der kleinste Knorpelfisch der Welt. Es gibt auch Berichte über bis zu 48 cm lange Exemplare, die aber auf Verwechslungen mit anderen Rochenarten beruhen. Die Körperscheibe ist fast kreisrund, der Schwanz ist im Vergleich zur Länge der Körperscheibe sehr kurz. Er ist flach, hat eine breite Basis und verjüngt sich zum Ende hin stark. Die Schwanzflosse ist rund bis dreieckig mit einem schrägen oberen und flachen unteren Rand. Die kleinen, etwas vorstehenden Augen und die runden, etwas größeren Spritzlöcher stehen eng beieinander. Die Nasenöffnungen sind rund, die Nasenvorhänge sind kurz. Die Klaspern der Männchen sind kurz, schlank und flach. Sie reichen über den hinteren Rand der Bauchflossen. Auf der Rückenseite sind die Fische bräunlich gefärbt, manchmal mit einzelnen dunkleren Streifen, die aber niemals ein deutliches Muster bilden. Die Bauchseite von Temera hardwickii ist cremefarben, ihre Ränder sind hellbraun oder grau. Wie fast alle Zitterrochenartigen besitzt Temera hardwickii bohnenförmige, paarige elektrische Organe im vorderen und mittleren Rumpfbereich. Sie sind auf der Bauchseite von außen sichtbar.
Als einzige Art der Zitterrochenartigen besitzt Temera hardwickii keine Rückenflossen und kann dadurch gut von anderen Schläferrochen und Zitterrochenartigen unterschieden werden. Von der ebenfalls sehr kleinen und im selben Gebiet vorkommenden Schläferrochenart Narke dipterygia unterscheidet sich Temera hardwickii zusätzlich durch die rundere Körperscheibe und die unterschiedliche Morphologie des Maules und der Nasenöffnungen.

## Lebensweise
Über das Verhalten und die Lebensweise von Temera hardwickii ist sehr wenig bekannt. Die Fische leben küstennah auf weichen Böden und ernähren sich von kleinen, bodenbewohnenden Wirbellosen. Bei einem trächtigen Weibchen wurden vier Jungtiere gefunden. Männchen werden mit einer Länge von 8 bis 10 cm geschlechtsreif.